# Каган Соломон Соломонович
Соломон Соломонович Каган (29 січня 1894 — 18 березня 1965) — український радянський лікар-гігєніст, доктор медичних наук (з 1935 року), професор (з 1926 року).

## Біографія
Народився 29 січня 1894 року. У 1919 році закінчив медичний факультет Університету святого Володимира. Член РКП(б) з 1919 року. Був учасником та організатором медико-санітарного обслуговування Червоної армії.
З 1923 року — ректор Київського інституту народного господарства. У 1924–1929 і 1934–1952 роках завідував кафедрою соціальної гігієни та організації охорони здоров'я Київського медичного інституту.
У 1929–1932 роках — ректор Дніпропетровської медичної академії (одночасно у 1929–1931 роках очолював кафедру соціальної гігієни та організації охорони здоров'я). У 1932 році перейшов на роботу до Народного комісаріату охорони здоров'я УРСР.
Був нагороджений орденом Трудового Червоного Прапора, медалями, зокрема «За оборону Києва».
Помер 18 березня 1965 року. Похований в Києві на Байковому кладовищі (ділянка № 6).

Могила Соломона Кагана

## Наукова діяльність
Автор понад 200 наукових праць, присвячених питанням соціальної гігієни, санітарної статистики, демографії та історії медицини. Серед них:
- Нариси теорії соціальної гігієни. — К., 1932;
- Видатний санітарний діяч України — академік АН УРСР О. В. Корчак-Чепурковський. — К, 1965 та інші.

Підготував 8 докторів та 53 кандидати меднаук.